# 王化 (嘉靖舉人)
王化，字汝贊，廣西承宣布政使司柳州府馬平縣（今廣西壯族自治區柳州市）人，明朝政治人物、舉人出身。王尚學之子。

## 生平
嘉靖四十年（1561年），新置平遠縣，授他擔任知縣，平定當地叛亂。后升任潮州府同知，仍署縣事。嘉靖四十四年（1565年），超擢廣東副使。南贛巡撫吳百朋以貪黷彈劾他，他被削籍。巡按御史趙淳舉薦他懂軍事，乃命以僉事飭惠、潮兵備。久之，考察罷。
妻子計氏因誤信流言，以為王化死於賊手，因而殉夫，歸有光為她立傳。計氏弟計謙亨為嘉靖四十四年進士。